# Ruvyironza
Ruvyironza är ett periodiskt vattendrag i Burundi.   Det ligger i provinsen Bururi, i den centrala delen av landet, 80 kilometer sydost om huvudstaden Bujumbura.
Omgivningarna runt Ruvyironza är huvudsakligen savann. Runt Ruvyironza är det ganska tätbefolkat, med 239 invånare per kvadratkilometer.